# パワーバレー・ミラノ
パワーバレー・ミラノ（イタリア語: Power Volley Milano）は、イタリアのプロバレーボールクラブ。ロンバルディア州ミラノに本拠地を置く。2017-18シーズンまではリヴァイヴレ・ミラノ（イタリア語: Revivre Milano）と称していた。

## 歴史
2010年にパワーバレーボールとして設立された。2010–11にセリエB2に出場し、シーズンの終わりにすぐに昇進した。しかし、パラビアーゴ・バレーボールから売却された後、クラブは解散した。2012年に現在のパワーバレー・ミラノとして再建され、2012–13年のセリエB1シーズンを3位で終え、セリエA2に昇格した。このシーズンに続いて、クラブはウォルヴォスバレーボール・サンタクローチェによって買収された。2013–14セリエA2シーズンでは、6位で順位を終えた。シーズンの終わり、クラブは3回目の売却となり、カッリポスポルトに買収された。2014–15シーズン、パワーバレーはスーパーレガに初めて加入した。最初のシーズンを12位でトップフライトで終え、次のシーズンでは11位で順位を終えた。2017-18シーズンには初めてコッパ・イタリアに進出し、16ラウンドで出場した。2018-19シーズンに躍進した結果のおかげで、ヨーロッパ大会であるCEVチャレンジカップ2019-20への出場権を得た。

## チーム
2024-25シーズン
| 背番号                                                              | 名前                       | 生年月日               | ポジション           |
| ------------------------------------------------------------------- | -------------------------- | ---------------------- | -------------------- |
| 1                                                                   | マテイ・カジースキ         | 1984年9月23日（40歳）  | アウトサイドヒッター |
| 2                                                                   | マテオ・スタフォリーニ     | 2003年5月23日（21歳）  | リベロ               |
| 4                                                                   | ニコラ・ゾンテ             | 2000年5月15日（24歳）  | セッター             |
| 5                                                                   | ダミアーノ・カターニャ     | 2001年3月28日（23歳）  | リベロ               |
| 7                                                                   | フェル・レゲルス           | 2003年7月18日（21歳）  | オポジット           |
| 10                                                                  | トマーゾ・バロット         | 2005年8月24日（19歳）  | オポジット           |
| 11                                                                  | マッテオ・ピアノ (C)       | 1990年10月24日（34歳） | ミドルブロッカー     |
| 12                                                                  | ジョーダン・シュニッツァー | 1999年7月28日（25歳）  | ミドルブロッカー     |
| 13                                                                  | ダビド・ガルディーニ       | 1999年2月11日（26歳）  | アウトサイドヒッター |
| 15                                                                  | 大塚達宣                   | 2000年11月5日（24歳）  | アウトサイドヒッター |
| 16                                                                  | パオロ・ポッロ             | 2001年10月27日（23歳） | セッター             |
| 17                                                                  | ヤシン・ルアティ           | 1992年3月4日（33歳）   | アウトサイドヒッター |
| 18                                                                  | エドゥアルド・カネッキ     | 1997年1月26日（28歳）  | ミドルブロッカー     |
| ヘッドコーチ: ロベルト・ピアッツァ アシスタント: ニコラ・ダルデッロ |                            |                        |                      |

2023-24シーズン
| 背番号                                                              | 名前                       | 生年月日               | ポジション           |
| ------------------------------------------------------------------- | -------------------------- | ---------------------- | -------------------- |
| 1                                                                   | マテイ・カジースキ         | 1984年9月23日（40歳）  | アウトサイドヒッター |
| 2                                                                   | オスニエル・メルガレホ     | 1997年12月18日（27歳） | アウトサイドヒッター |
| 4                                                                   | ニコラ・ゾンテ             | 2000年5月15日（24歳）  | セッター             |
| 5                                                                   | ダミアーノ・カターニャ     | 2001年3月28日（23歳）  | リベロ               |
| 6                                                                   | マルコ・ビテッリ           | 1996年4月4日（28歳）   | ミドルブロッカー     |
| 7                                                                   | フェル・レゲルス           | 2003年7月18日（21歳）  | オポジット           |
| 8                                                                   | アグスティン・ロセル       | 1997年10月12日（27歳） | ミドルブロッカー     |
| 10                                                                  | アンドレア・イノチェンツィ | 2000年10月6日（24歳）  | ミドルブロッカー     |
| 11                                                                  | マッテオ・ピアノ (C)       | 1990年10月24日（34歳） | ミドルブロッカー     |
| 14                                                                  | 石川祐希                   | 1995年12月11日（29歳） | アウトサイドヒッター |
| 16                                                                  | パオロ・ポッロ             | 2001年10月27日（23歳） | セッター             |
| 17                                                                  | ルカ・コロンボ             | 2004年1月4日（21歳）   | リベロ               |
| 30                                                                  | ピーター・ジリッチ         | 1997年5月27日（27歳）  | オポジット           |
| ヘッドコーチ: ロベルト・ピアッツァ アシスタント: ニコラ・ダルデッロ |                            |                        |                      |

## スポンサー
2019年-現在:アリアンツ